# Милан Кундера
Милан Кундера (чеш. Milan Kundera; Брно, 1. април 1929 — Париз, 11. јул 2023) био је француски књижевник чешкога порекла. Најпознатија дела су му романи Шала и Неподношљива лакоћа постојања.

## Младост и образовање
Кундера је завршио средњу школу у Брну, напустио је студије књижевности и естетике на Карловом универзитету и прешао на чувену прашку Филмску академију, где је, након дипломирања, остао као предавач светске књижевности.

## Политичко опредељење
Рано је приступио Комунистичкој партији, да би две године касније био избачен због „противпартијског деловања“. Године 1968. учествовао је у Прашком пролећу и полемисао је са Вацлавом Хавелом. Прве романе писао је на чешком језику.
Године 1975. преселио се у Француску и ретко се појављује у Чешкој. Од осамдесетих надаље писао је на француском језику.
Кундера је био изузетно читан у Југославији, сарајевски издавач „Веселин Маслеша” 1984. је објавио његова сабрана дела.

У поговору своје књиге Кожа — Курцио Малапарте Кундера се осврнуо на ослобођење Југославије у Другом светском рату 1944. и бомбардовање те земље 1999:
„... ниједна земља у Европи (од Атлантика до балтичких земаља) није се ослободила властитим снагама. (Ниједна! Ипак, Југославија. Властитом партизанском војском. Зато је 1999. требало недељама бомбардовати српске градове да би се, накнадно, и у том делу Европе наметнуо статус побеђеног.”)

## Дела
Иако је објављивао и есеје, збирке песама и драме, Кундера је најпознатији по својим романима и себе је сматрао превасходно романописцем.
Најпознатија дела су му:
- Шала (Žert), 1967.
- Смешне љубави (Směšné lásky), 1968.
- Живот је другде (Život je jinde), 1969.
- Опроштајни валцер (Valčík na rozloučenou), 1976.
- Књига смеха и заборава (Kniha smíchu a zapomnění), 1979.
- Неподношљива лакоћа постојања (Nesnesitelná lehkost bytí), 1984.
- Бесмртност (Nesmrtelnost), 1990.
- Успоравање (La Lenteur), 1993.
- Идентитет (L'Identité), 1998.
- Незнање (L'Ignorance), 2000.